# Seized - Sotto ricatto
Seized - Sotto ricatto (Seized) è un film del 2020 diretto da Isaac Florentine.

## Trama
Nero è nascosto in Messico insieme a suo figlio e cerca di buttarsi alle spalle la sua carriera nelle forze speciali. Ma quando suo figlio Taylor viene rapito Nero tornerà al suo vecchio e violento mestiere per cercare di salvare suo figlio.
Nero viene colpito da una pistola a dardi e quando si sveglia, scopre che suo figlio è stato rapito. Riceve una chiamata da un uomo sconosciuto che gli invia un filmato in diretta di suo figlio tenuto dentro un camion, dotato di collegamento al tubo di scarico . Per rivedere suo figlio, l'uomo gli incarica di eliminare gli assassini di ogni pericolosa organizzazione criminale. L'uomo gli ha fornito un giubbotto dotato di body cam, armi e una Chevrolet Suburban antiproiettile .
Con la body cam, l'uomo, in seguito identificato come Mzamo, insieme alla sua amante Alanza, ai suoi compagni del cartello e ad alcuni agenti segreti corrotti guidati dal loro leader Donovan, sono in grado di osservare le sue attività. Nel suo primo incarico, Nero si infiltra in un ristorante occupato da Roja e dal cartello Garza; li uccide tutti. Dopo aver terminato il primo incarico, Mzamo gli dà il secondo bersaglio: Eliazar Machado, noto per prostituzione, racket, rapimenti e attentati. Nero si infiltra in un covo di prostituzione gestito da Machado, dove combatte gli uomini di Machado prima di uccidere Machado. Mzamo li permette a Nero di parlare con suo figlio, Nero gli dice che lavorava per un'agenzia di intelligence e che il nome "Nero" è in realtà il suo nome di copertura; sua moglie è stata rapita dopo che qualcuno all'interno dell'agenzia lo ha tradito e ha fatto saltare la sua copertura; è stata uccisa in seguito. Nero ha rintracciato e ucciso le persone responsabili dell'omicidio di sua moglie, in seguito l'agenzia lo ha sollevato dal servizio e lo ha trasferito con il figlio in Messico per sicurezza. Nero giura di trovare l'uomo dietro il complotto. Attraverso la conversazione con Mzamo, viene rivelato che Donovan è stato colui che ha tradito Nero e ha trasferito lui e Taylor in Messico; grazie alle sue abilità di combattimento, Donovan aveva pianificato di usare Nero per eliminare l'organizzazione rivale di Mzamo.
Mzamo gli fornisce un terzo bersaglio, ovvero Omar Chavez, trafficante d'armi e rivale personale di Mzamo, che è già a conoscenza degli eventi di Roja, del cartello Garza e di Machado. Nero si infiltra nella tenuta di Chavez, dove elimina alcuni degli uomini di quest'ultimo, ma Chavez spara a Nero e distrugge la bodycam. Presunto che Nero sia stato ucciso, Mzamo schiera i suoi uomini per finirli. Nero viene interrogato da Chavez, che gli mostra anche il filmato in diretta della CCTV di suo figlio; Nero spiega la sua missione per il bene della vita di suo figlio e Chavez racconta dove si trova Taylor. Mentre Chavez sta per uccidere Nero, arrivano gli uomini di Mzamo e scoppia la sparatoria tra gli uomini di Chavez. Nero prende il sopravvento, uccide Chavez e guida fino alla tenuta di Mzamo.
Donovan convince Mzamo a dargli una chiave di un camioncino per uccidere Taylor rilasciando il monossido di carbonio nel furgone, ma scoprono che il ragazzo è scappato; Mzamo lo ha spostato in un altro posto sicuro, rendendosi conto che gli agenti stanno progettando di uccidere il ragazzo. Nero arriva alla tenuta e uccide Donovan per il collegamento con l'omicidio di sua moglie. Nero uccide gli agenti rimasti mentre Mzamo e Alanza uccidono anche gli agenti che si sono rivoltati contro di loro. Mzamo libera Taylor, che si riunisce a Nero. Mzamo fa un accordo con Nero per consentire loro di vivere in pace, ma quest'ultimo è fiducioso che i resti del cartello li daranno la caccia e promette che andrà a cercare Mzamo se mai rivedesse la sua faccia. Nero e Taylor se ne vanno sulla motocicletta di Mzamo.

## Produzione
Nei primi comunicati stampa per il film, è stato affermato che il personaggio di Adkins si sarebbe chiamato "Carl Rizk", con "Rizk" che era anche il titolo provvisorio del film. Avrebbe anche dovuto avere 2 figli invece di uno, un maschio e una femmina, che vivevano in una piccola città dell'Oregon. Un'altra differenza nella trama era che i bambini dovevano essere sepolti vivi con abbastanza ossigeno per durare cinque ore, con Adkins che doveva eliminare tre gruppi di mafiosi, ognuno sempre più pericoloso del precedente, entro quel lasso di tempo. Questi sono stati cambiati per ragioni sconosciute.

## Distribuzione
Il film è stato distribuito nelle sale cinematografiche statunitensi a partire dal 13 ottobre 2020.

## Accoglienza
Secondo l'aggregatore di recensioni Rotten Tomatoes, il film ha un indice di gradimento del 40% basato su 5 recensioni, con un punteggio medio di 4,3/10. 
Dysan Aufar di Screen Anarchy ha elogiato i "fluidi movimenti di ripresa e di Adkins"  per aver costruito la "brutalità da picchiaduro in stile videogioco altamente divertente" durante il film e la "abile" interpretazione di Mzamo da parte di Van Peebles, concludendo che: " Seized offre uno spettacolo delizioso e spensierato segmentato per coloro che cercano il piacere dell'adrenalina. Florentine non si preoccupa di superare i suoi film precedenti, anche se finisce per essere piacevole quanto le sue altre collaborazioni con Adkins". Leslie Felperin di The Guardian lo ha definito un "film d'azione meccanico" con una "narrativa standard da gioco per computer" che è occasionalmente salvata dall'"arguzia satirica" durante i dialoghi e da Adkins che è "credibilmente pugilistico" durante le scene di combattimento. 